# Mathieu Elias
Pour les articles homonymes, voir Elias.
Mathieu Elias ou Matthieu Elye (Zuytpeene, 1658 - Dunkerque, 1741) est un peintre français.

## Biographie
Mathieu Elias naît dans une famille modeste du village de Zuytpeene (à trois kilomètres de Noordpeene) en 1658.
Sa biographie est essentiellement connue grâce au chapitre que lui a consacré Jean-Baptiste Descamps dans sa La Vie des Peintres Flamands, Allemands et Hollandois parue en 1760.
Selon cet auteur, Mathieu Elias est remarqué encore enfant par le peintre dunkerquois Philippe de Corbehem, dont il devient l'apprenti. Après quelques années passées à son service, et de réels progrès, il se rend à Paris où il rentre à l'académie de Saint-Luc, vers 1678. Il devient maître en 1684, avant de gravir les différents échelons : il est nommé professeur puis exerce la charge de juré de la communauté en 1705, après avoir reçu en 1702 la prestigieuse commande d'un May de Notre-Dame, Les fils de Sceva battus par le démon.
Même si Descamps rapporte qu'« il eut assez de vogue », il semble principalement avoir vécu de travaux préparatoires pour des estampes, des thèses ou des vitraux, comme ceux du cloître du couvent des Feuillants de Paris. Il travaille notamment pour l'éditeur et marchand Jean Mariette, à qui il fournit des images de mode, mais aussi des compositions religieuses et des scènes de chasse.
En 1709, après la mort de son épouse, il retourne à Dunkerque, où il reçoit de nombreuses commandes émanant d'établissements religieux du Nord tout en réalisant des portraits comme celui de Jean Bart.
L'église Saint-Eloi de Dunkerque et le musée du Mont de Piété à Bergues possèdent de nombreux tableaux d'Elias, qui s'éteint le 22 avril 1741 dans son domicile de la rue de Nieuport, à Dunkerque, dans le plus grand dénuement.

## Peinture
- Les Régisseurs de l'hôpital de Dunkerque

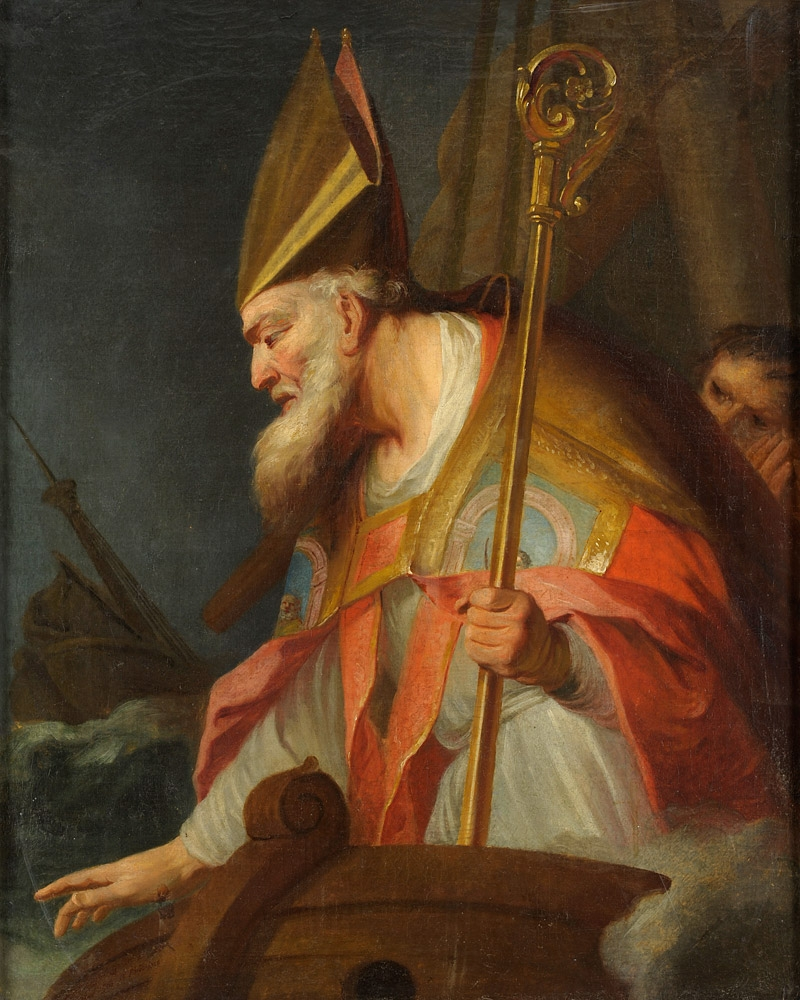
Saint Nicolas (1736).

- Le retour du jeune Tobie, 1703, huile sur toile, Dijon, musée Magnin
- Saint Nicolas, 1736
- L'Ascension du Seigneur, église de Noordpeene.
- Le Serpent d'Airain, église saint Martin de Wormhout (grand tableau dans le fond de la nef Sud).
- Les Fils de Sceva battus par un démon, cathédrale Notre-Dame de Paris (1702).
- Portrait de Jean Bart en buste, Paris, Musée de la Marine[3]

## Dessins
- Dessins préparatoires de l'Album Elye conservés au Musée du Louvre de Paris.
- Scènes de la vie du bienheureux Jean de La Barrière conservées au Metropolitan Museum of Art de New York[4]
- Scènes religieuses conservées à l'Albertina de Vienne[5]